# Pescatoria ecuadorana
Pescatoria ecuadorana là một loài thực vật có hoa trong họ Lan. Loài này được (Dodson) Dressler mô tả khoa học đầu tiên năm 2005.